# Wide Prairie
Wide Prairie ist das einzige Soloalbum von Linda McCartney. Sie war in den 1970er Jahren Mitglied der Musikgruppe Wings und wirkte anschließend bei ihrem Ehemann Paul McCartney musikalisch als Begleitmusikerin bis zum Jahr 1997 mit. Das Album wurde am 26. Oktober 1998 in Großbritannien und am 27. Oktober in den USA, ein halbes Jahr nach ihrem Tod (17. April 1998), veröffentlicht.

## Entstehung
Auf dem Cover des Albums schrieb Paul McCartney, dass ein Fan vor einigen Jahren einen Brief verfasste, in dem er fragte, ob von Linda McCartney noch weitere Lieder existieren, da ihm Seaside Woman gefallen habe. So fasste Paul McCartney den Entschluss, dieses Album zusammenzustellen.
Das Lied Seaside Woman war die erste Eigenkomposition von Linda McCartney und wurde erstmals unter dem Pseudonym Suzy and the Red Stripes am 31. Mai 1977 in den USA und am 10. August 1979 in Großbritannien als Single veröffentlicht. In den USA kam die Single auf Platz 59 der Charts. Am 18. Juli 1980 wurde die Single als 7“- und 12“-Vinyl-Single in Großbritannien wiederveröffentlicht. Die B-Seite war jeweils B-Side to Seaside. Eine weitere Wiederveröffentlichung im 7“- und 12“-Vinyl-Format erfolgte am 7. Juli 1986 in Großbritannien, wobei beide Lieder von Alvin Clark neu abgemischt wurden.
Ein weiteres von Linda McCartney gesungenes Lied, das vor dem Erscheinen des Albums Wide Prairie veröffentlicht wurde, war Cook of the House vom Album Wings at the Speed of Sound.
Das Lied Cow wurde erstmals auf dem auf 3000 Exemplare limitierten Album Oobu Joobu-Ecology im Mai 1997 veröffentlicht.
Ursprünglich war geplant, am 16. Januar 1991 ein Linda-McCartney-Album zu veröffentlichen, dieses Vorhaben wurde aber nicht realisiert.
Im März 1998 begaben sich Linda und Paul McCartney in ihr Hog Hill Studio, um weitere Aufnahmearbeiten abzuschließen, so wurde am 7. März das Lied Appaloosa neu aufgenommen. Am 18. März 1998 wurde das Lied The Light Comes from Within mit James McCartney eingespielt, am 20. März wurde der Gesang für das Lied I Got Up neu aufgenommen. Die Familie McCartney flog nach den Aufnahmen zu ihrer Ranch in Tucson (Arizona) in den USA, wo Linda McCartney am 17. April 1998 verstarb.
Am 7. und 8. Juli 1998 nahm Paul McCartney weitere Overdubs für die Lieder Sugartime und I Got Up auf und stellte mit Geoff Emerick das Album fertig.
Die Aufnahmen, die auf Wide Prairie enthalten sind, wurden zwischen den Jahren 1972 bis 1998 aufgenommen und werden hier chronologisch aufgeführt:
1. Seaside Woman
  - Aufnahmedatum: 27. November 1972
2. Oriental Nightfish
  - Aufnahmedatum: 5. Oktober 1973 während der Aufnahmen zum Wings-Album Band on the Run.
3. I Got Up
  - Aufnahmedatum: 11. November 1973, die Aufnahme erfolgte von den Wings, weitere Überarbeitungen erfolgten am 20. März und 9. Juli 1998.
4. Wide Prairie
  - Aufnahmedatum: 20. November 1973 in Paris, und im Juni 1974 in Nashville (Tennessee) von den Wings
5. New Orleans
  - Aufnahmedatum: Februar 1975 in New Orleans während der Wings-Aufnahmen für das Album Venus and Mars, weitere Aufnahmen fanden am 24. Mai 1979 statt.
6. Cook of the House
  - Aufnahmedatum: Januar und Februar 1976 während der Wings-Aufnahmen für das Album Wings at the Speed of Sound, das das Lied auch enthält. Cook of the House ist auch die B-Seite der Single Silly Love Songs.
7. B-Side to Seaside
  - Aufnahmedatum: 16. März 1977 während Wings-Aufnahmen für das Album London Town, das Lied wurde die B-Seite der Single Seaside Woman.
8. Mister Sandman
  - Aufnahmedatum: 20. Juni 1977 auf Jamaika, der Produzent war Lee Perry.
9. Sugartime
  - Aufnahmedatum: 20. Juni 1977 (siehe Mister Sandman) und Überarbeitung der Aufnahme am 7. Juli 1998.
10. Love’s Full Glory
  - Aufnahmedatum: 16. Juli 1980 und im Oktober 1980. Eine weitere Aufnahme der Wings, hier mit Paul und Linda McCartney sowie Laurence Juber und dem Studiomusiker Lloyd Green.
11. Endless Days
  - Aufnahmedatum: 21. Oktober 1987.
12. Poison Ivy
  - Aufnahmedatum: 21. Oktober 1987.
13. The White Coated Man
  - Aufnahmedatum: 21. März 1988 und 18. Juli 1989.
14. Cow
  - Aufnahmedatum: 24. Juli 1988.
15. Appaloosa
  - Aufnahmedatum: 7. März 1998.
16. The Light Comes from Within
  - Aufnahmedatum: 18. März 1998.

Das Album wurde in Europa auch als Vinyl-Album veröffentlicht.

## Titelliste
1. Wide Prairie (Linda McCartney) – 4:33
2. New Orleans (Linda McCartney) – 3:13
3. The White Coated Man (Linda McCartney / Paul McCartney / Carla Lane) – 2:13
4. Love’s Full Glory (Linda McCartney) – 3:46
5. I Got Up (Linda McCartney / Paul McCartney) – 3:19
6. The Light Comes from Within (Linda McCartney / Paul McCartney) – 2:57
7. Mister Sandman (Pat Ballard) – 2:50
8. Seaside Woman (Linda McCartney) – 3:54
9. Oriental Nightfish (Linda McCartney) – 2:49
10. Endless Days (Linda McCartney / Mick Bolton) – 3:11
11. Poison Ivy (Leiber/Stoller) – 2:54
12. Cow (Linda McCartney / Paul McCartney / Carla Lane) – 4:24
13. B-side to Seaside (Linda McCartney / Paul McCartney) – 2:38
14. Sugartime (Charlie Phillips / Odis Echols) – 2:06
15. Cook of the House (Paul McCartney) – 2:37
16. Appaloosa (Linda McCartney) – 4:44

## Single-Auskopplungen

### Wide Prairie
Am 9. November 1998 wurde in Großbritannien die 7"-Vinyl-Picture-Disc-Single Wide Prairie / Cow sowie die CD-Single Wide Prairie / Cow / Love’s Full Glory veröffentlicht. In Großbritannien wurde auch eine Promotion CD-Single hergestellt.

### The Light Comes from Within
Am 25. Januar 1999 wurde in Großbritannien die 7"-Vinyl-Picture-Disc-Single The Light Comes from Within / I Got Up sowie die CD-Single The Light Comes from Within / I Got Up / Seaside Woman veröffentlicht. In Großbritannien wurde auch eine Promotion CD-Single hergestellt.

### Chartplatzierungen
| Jahr | Titel                       | Höchstplatzierung, Gesamtwochen, AuszeichnungChartsChartplatzierungen (Jahr, Titel, , Platzierungen, Wochen, Auszeichnungen, Anmerkungen) | Anmerkungen                            |
| Jahr | Titel                       | UK | Anmerkungen                            |
| ---- | --------------------------- | --- | -------------------------------------- |
| 1998 | Wide Prairie                | UK74 (2 Wo.)UK | Erstveröffentlichung: 9. November 1998 |
| 1999 | The Light Comes from Within | UK56 (2 Wo.)UK | Erstveröffentlichung: 25. Januar 1999  |

## Promotionveröffentlichungen
In Großbritannien wurde eine Promotion-CD veröffentlicht, die noch zusätzlich die Animationsfilme Wide Prairie, Seaside Woman und Oriental Nightfish sowie Fotos mit Linda McCartney beinhaltet. Es handelt sich um eine Enhanced-CD, die mit einem Computer abspielbar ist.

## Wiederveröffentlichungen
Am 2. August 2019 wurde das auf 180 Gramm bläulich-weißem Vinyl gepresste Album sowie auf 180 Gramm schwarzen Vinyl von Capitol Records veröffentlicht. Die Lieder wurden in den Abbey Road Studios unter der Aufsicht von Paul McCartney remastert. Dem Album liegt ein Faltblatt bei, das Informationen zu den einzelnen Liedern beinhaltet.